# Zusters van Barmhartigheid (Ronse)
De Zusters van Barmhartigheid (ook wel: Zusters van Barmhartigheid van Ronse) is een rooms-katholieke congregatie die in 1845 te Ronse werd gesticht door Modestus Stephanus Glorieux (of, in het Frans: Etienne Modeste Glorieux). Deze priester heeft ook de congregatie van Broeders van Goede Werken opgericht. Deze congregaties zijn de vrucht van een katholiek reveil, dat mogelijk werd na de Belgische onafhankelijkheid van 1830.
In deze tijd was de armoede in Ronse erg groot door de teloorgang van de linnenindustrie. Glorieux richtte een sociale werkplaats in en organiseerde tevens onderwijs voor de kinderen van de werklozen.  De broeders hebben hun hoofdzetel in 1887 verplaatst naar Oostakker.
De congregatie groeide en telde 750 leden op haar hoogtepunt in 1950. Het onderwijs, de bejaardenhulp en de gezondheidszorg behoorden tot hun specialiteit. In Nederland was met name de psychiatrie hun belangrijkste activiteit.
In Ronse werd een nieuw moederhuis geopend in 1934, ontworpen door J.N. Cloquet. In 1947 werd in dezelfde stad een modern ziekenhuis gebouwd.

## Stichtingen in België buiten Ronse
- Zandvliet (1861)
- Wetteren
- Rozenaken (Russeignies)
- Bilzen (1882) (hospitaal en bejaardenzorg)
- Bazel (1855)
- Laarne (1876)
- Nukerke (1877)
- Berendrecht (1879)
- Lettelingen (Petit-Enghien) (1879)
- Zulzeke (1879)
- Hamme (1885)
- Sint-Martens-Latem (1888)
- Ename (1888)
- Heldergem (1894)
- Lede (1894)
- De Klinge (1895)
- Kerkem (1897)
- Grote-Spouwen (1898)
- Beverst (1899)
- Louise-Marie(1901)
- Zele (1901)
- Veldwezelt (1935)
- Lochristi (1938)

## Stichtingen in Nederland
De activiteiten van de zusters in Nederland begonnen in 1853. Vaak betrof het hier verzoeken van psychiatrische inrichtingen. Soms betrof het ook onderwijs.
- 's-Hertogenbosch (stad) (1853). Psychiatrische inrichting 'Reinier van Arkel'.
- Rosmalen (1870). Psychiatrische inrichting 'Coudewater'.
- Vught (1885). Psychiatrische inrichting 'Voorburg'.
- Hees (1912).
- Eindhoven (1936). 'De Burgh', psychiatrische zorg.
- Vorstenbosch (1937). School.

Van verdere stichtingen is sprake te:
- Mariahout
- Nieuw-Vossemeer
- Haarsteeg

## Overige activiteiten
De Zusters van Barmhartigheid hebben ook missieposten gesticht in Algerije en vooral in Congo.
Doordat de gemiddelde leeftijd van de zusters sterk is toegenomen zijn de activiteiten daar door andere congregaties voortgezet.
In Nederland en België zijn de activiteiten vaak terechtgekomen bij openbare instellingen.